# پیز کوتچن
پیز کوتچن (به لاتین: Piz Cotschen) یک کوه در سوئیس است که در کانتون گراوبوندن واقع شده‌است. پیز کوتچن ۳٬۰۳۱ متر بالاتر از سطح دریا واقع شده‌است.